# 10138 Ohtanihiroshi
10138 Ohtanihiroshi (1993 SS1) là một tiểu hành tinh vành đai chính được phát hiện ngày 16 tháng 9 năm 1993 bởi K. Endate và K. Watanabe ở Kitami. Nó được đặt theo tên của nhà thiên văn học Nhật Bản Hiroshi Ohtani (b. 1939).